# Керпен (Ајфел)
Керпен (њем. Kerpen) општина је у њемачкој савезној држави Рајна-Палатинат. Једно је од 109 општинских средишта округа Вулканајфел. Према процјени из 2010. у општини је живјело 438 становника. Посједује регионалну шифру (AGS) 7233038.

## Географски и демографски подаци
Керпен се налази у савезној држави Рајна-Палатинат у округу Вулканајфел. Општина се налази на надморској висини од 450 метара. Површина општине износи 8,2 km². У самом мјесту је, према процјени из 2010. године, живјело 438 становника. Просјечна густина становништва износи 53 становника/km².